# Volvo PV60
La Volvo PV60 è una autovettura costruita dalla casa automobilistica svedese Volvo tra il 1946 e il 1950. Fu la prima vettura prodotta dalla società svedese dopo la fine della seconda guerra mondiale.

## Caratteristiche
Lo sviluppo della PV60 era iniziato nel 1939 e l'auto fu presentata al pubblico insieme alla più piccola Volvo PV444 nel settembre 1944. Inizialmente ne era stata pianificata introduzione sul mercato nel 1942, ma la sua messa in vendita fu ritardata a causa dello scoppio della seconda guerra mondiale. La vettura era una berlina di grandi dimensioni, equipaggiata con motore da 3670 cm³ a 6 cilindri in linea che produceva 90 CV (67 kW). Lo schema tecnico ricalcava quello classico dell'epoca, con motore longitudinale-anteriore e trazione posteriore, coadiuvato da una trasmissione manuale a tre velocità. Il veicolo aveva un passo di 2850 mm e una lunghezza di 4725 mm.
La produzione iniziò a dicembre 1946 e la maggior parte delle vetture furono costruite nel 1949 e nel 1950. In totale furono prodotte 3006 vetture.
La PV444, essendo più piccola e meno costosa, era più adatta per il periodo postbellico e perciò la produzione della PV60 venne interrotta nel 1950. Ci vollero due decenni perché la Volvo riproponesse un'altra grande berlina con motori a sei cilindri, la Volvo 164.